# Список наград Континентальной хоккейной лиги
Кроме Кубка Гагарина в Континентальной хоккейной лиге вручается много других призов, как личных, так и командных.

## Командные трофеи
| Фото | Трофей                             | Создан              | Описание | Текущий обладатель | Все обладатели |
| ---- | ---------------------------------- | ------------------- | --- | ------------------ | --- |
|      | Кубок Гагарина                     | 2008 год            | Вручается команде-победителю финальной серии плей-офф КХЛ. Название было выбрано по той причине, что его имя ассоциируется у жителей России с высшими достижениями, а сам Юрий Гагарин является символом нации. Среди вариантов названия кубка фигурировало также имя Анатолия Тарасова и Никиты Лебедева. Впервые приз был представлен широкой публике 11 января 2009 года на Матче звёзд КХЛ. | Локомотив          | Ак Барс (3), ЦСКА (3), Динамо (Москва) (2), Металлург (Магнитогорск) (3), СКА (2), Салават Юлаев (1), Авангард (1), Локомотив (1) |
|      | Кубок Открытия                     | 18 июля 2008 года   | Вручается победителю стартового матча каждого сезона КХЛ, проходящего между командами-финалистами прошлого сезона. | Локомотив          | Динамо (Москва) (3), СКА (2), Салават Юлаев (2), Металлург Мг (2), ЦСКА (2), Ак Барс (2), Авангард (1), Локомотив (1)             |
|      | Кубок Континента им. В.В. Тихонова | 4 марта 2010 года   | Вручается команде, занявшей первое место в регулярном чемпионате КХЛ. | Локомотив          | ЦСКА (6), СКА (3), Динамо (Москва) (2), Трактор (1), Авангард (1), Салават Юлаев (1), Локомотив (1)                               |
|      | Кубок Надежды                      | 21 января 2013 года | Вручается победителю в матчах команд, не попавших в плей-офф. | Авангард           | Авангард (1), Динамо (Рига) (1)                                                                                                   |
|      | Кубок Западной конференции         | 4 марта 2010 года   | Вручается победителю плей-офф Конференции «Запад». | Локомотив          | ЦСКА (6), Динамо (Москва) (2), СКА (2), Лев (Прага) (1), Атлант (1), ХК МВД (1), Локомотив (2)                                    |
|      | Кубок Восточной конференции        | 4 марта 2010 года   | Вручается победителю плей-офф Конференции «Восток». | Трактор            | Металлург Мг (4), Ак Барс (4), Авангард (3), Трактор (1), Салават Юлаев (1)                                                       |
|      | Приз имени Всеволода Боброва       | 1979 год            | Вручается самой результативной команде по сумме забитых шайб в регулярном чемпионате и плей-офф. | Металлург          | СКА (7), Металлург Мг (3),Салават Юлаев (2), Ак Барс (1), Авангард (1)                                                            |

## Личные трофеи
| Трофей                                                            | Создан   | Описание | Текущий обладатель |
| ----------------------------------------------------------------- | -------- | --- | --- |
| Приз лучшему бомбардиру                                           | 1965 год | Вручается игроку, набравшему наибольшее количество очков по системе гол+пас в регулярном чемпионате. | Джошуа Ливо Салават Юлаев |
| Приз лучшему снайперу                                             | 2000 год | С 2009 года вручается игроку, забросившему наибольшее количество шайб в регулярном чемпионате. | Джошуа Ливо Салават Юлаев |
| Приз самому результативному защитнику                             | 1984 год | Вручается защитнику, набравшему наибольшее количество очков по системе гол+пас в регулярном чемпионате.                                                                                                  | Тревор Мёрфи Сибирь |
| Приз лучшему вратарю                                              | 1994 год | Вручается лучшему вратарю чемпионата. | Даниил Исаев Локомотив |
| Приз самому полезному игроку                                      | 2009 год | Вручается игроку, лучшему по системе плюс/минус по итогам регулярного чемпионата. | Артём Галимов Ак Барс |
| Приз имени Алексея Черепанова                                     | 1987 год | Трофей, носящий имя трагически погибшего Алексея Черепанова, вручается лучшему игроку среди молодых хоккеистов до 21 года (включительно) и проведших суммарно не более 20 матчей в КХЛ до начала сезона. | Иван Демидов СКА |
| Приз «За верность хоккею»                                         | 2000 год | Вручается лучшему хоккеисту-ветерану, внесшему весомый вклад в успех своей команды. | Илья Каблуков Авангардават Юлаев |
| Приз «Железный человек»                                           | 2002 год | Вручается игроку, принимавшему участие в наибольшем количестве матчей чемпионата за последние три сезона.                                                                                                | Егор Яковлев Авангард |
| Приз «Золотая клюшка»                                             | 1993 год | Вручается самому ценному игроку регулярного чемпионата по итогам опроса главных тренеров. | Никита Гусев Динамо Мск |
| Приз «Мастер плей-офф»                                            | 2000 год | Вручается самому ценному игроку плей-офф. | Илья Набоков Металлург |
| Приз «Золотой шлем»                                               | 1996 год | Вручается шести лучшим игрокам сезона: вратарю, двум защитникам и троим нападающим. | Илья Набоков Металлург Александр Никишин СКА Робин Пресс Металлург Мг Владимир Э. Ткачёв Авангард Никита Гусев Динамо Мск Николай Голдобин Спартак |
| Приз лучшему тренеру                                              | 2001 год | Вручается лучшему тренеру хоккейного клуба. | Андрей Разин Металлург |
| Приз имени Валентина Сыча                                         | 1998 год | Вручается лучшему руководителю хоккейного клуба. | Алексей Текслер Трактор |
| Приз «Золотой свисток» имени Андрея Старовойтова                  | 1997 год | Вручается лучшему главному судье сезона. | Константин Оленин |
| Приз «Золотой свисток линейного судьи» имени Михаила Галиновского | 2017 год | Вручается лучшему линейному судье сезона. | Дмитрий Сивов |

## Личные трофеи, которые уже не вручаются
| Трофей                                        | Создан   | Описание | Последний обладатель                                                                                |
| --------------------------------------------- | -------- | --- | --------------------------------------------------------------------------------------------------- |
| Приз «Джентльмен на льду»                     | 2002 год | Вручался двум игрокам — защитнику и нападающему, проявившим наибольшее мастерство и корректное поведение на площадке. Приз не вручается с сезона 2018/19 .                                                                                          | Егор Мартынов Авангард (защитник) Никита Гусев СКА (нападающий)                                     |
| Приз «Секунда»                                | 1997 год | Вручал двум игрокам — за самый быстрый и самый поздний гол чемпионата. До сезона 2000/01 приз вручался только за самый быстрый гол. Первым игроком, получившим приз за самый поздний гол, стал Вадим Брезгунов. Приз не вручается с сезона 2017/18. | Александр Елесин Локомотив (самый быстрый) Мика Ниеми Йокерит (самый поздний)                       |
| Приз «Прогресс сезона»                        | 2014 год | Вручался только в сезоне 2013/14 молодому хоккеисту (до 24 лет), продемонстрировавшему высокое спортивное мастерство и вышедшему на ведущие роли в своей команде.                                                                                   | Артемий Панарин СКА                                                                                 |
| Приз имени Анатолия Тарасова «Дорогу молодым» | 2014 год | Вручался только в сезоне 2013/14 тренерам, давшим шанс талантливым игрокам нового поколения. | Майк Кинэн, Дэйв Кинг, Владимир Юрзинов-мл., Евгений Корноухов, Пётр Воробьёв и Дмитрий Квартальнов |
| Приз имени Владимира Пискунова                | 2013 год | Вручался лучшему администратору хоккейного клуба. С сезона 2018/19 победитель не определяется. | Рустем Кашапов Ак Барс                                                                              |
| Приз имени Андрея Зимина                      | 2012 год | Вручался лучшему врачу команды КХЛ. С сезона 2018/19 победитель не определяется. | Медицинская служба «Ак Барса» в лице врача команды Ильмира Хабибрахманова                           |